# Kommissarie Sperling
Hans Sperling är en fiktiv polis, spelad av Dieter Pfaff och huvudperson i den tyska filmserien Sperling, producerad för ZDF.

## Personlighet
Sperling är poliskommissarie och chef för ett brottsutredningsteam i Berlin. På grund av sin övervikt är han ofta trött, och han uppvisar en viss desillusion över sitt arbete. Likväl är han alltid knivskarp när det verkligen gäller och har en instinkt och intelligens som man inte får underskatta. Sperlings närmaste medarbete inkluderar Norbert Wachutka (Achim Grubel), Karsten Rohde (Benno Fürmann), Vera Kowalski (Petra Kleinert), Waltraud Schütze (Anna Böttcher), Kerstin Sprenger (Gesche Tebbenhoff), Falk Hoffman (Philipp Moog) och Marie Winter (Carin C. Tietze).

## Framträdande

### FilmserienSperling
- Sperling und das Loch in der Wand (Sperling och hålet i väggen) (1996)
- Sperling und der gefallene Engel (Sperling och den fallna ängeln) (1997)
- Sperling und die verlorenen Steine (Sperling och den förlorade stenen) (1997)
- Sperling und sein Spiel gegen alle (Sperling och spelet mot alla) (1997)
- Sperling und der brennende Arm (Sperling och den brinnande armen) (1998)
- Sperling und das schlafende Mädchen (Sperling och den sovande flickan) (1998)
- Sperling und die Tote aus Vilnius (Sperling och den döda i Vilnius) (1998)
- Sperling und der falsche Freund (Sperling och den falska vännen (1998)
- Sperling und das grosse Ehrenwort (Sperling och hedersordet) (2000)
- Sperling und das Krokodil im Müll (Sperling och krokodilen i papperskorgen) (2001)
- Sperling und das letzte Tabu (Sperling och det sista tabut) (2001)
- Sperling und der stumme Schrei (Sperling och det stumma skriket) (2002)
- Sperling und der Mann im Abseits (Sperling och mannen på bakgården) (2003)
- Sperling und die Angst vor dem Schmerz (Sperling och rädslan för plågan) (2003)
- Sperling und die letzte Chance (Sperling och sista chansen) (2004)
- Sperling und der Fall Wachutka (Sperling och fallet med Wachutka) (2005)
- Sperling und die Katze in der Falle (Sperling och katten i fällan) (2005)
- Sperling und die kalte Angst (Sperling och kyliga ängslan) (2007)

### Medverkan i Beck-filmerna
2006-2007 medverkade Dieter Pfaff dessutom som Hans Sperling i två av den tredje säsongens svenska Beck-filmer. 
- Flickan i jordkällaren (2006)
- Den japanska Shungamålningen (2007)